# 英格丽德·奥尔斯瓦尔德
英格丽德·奥尔斯瓦尔德（德語：Ingrid Auerswald，1957年9月2日—），德国女子田径运动员。她曾代表东德参加1980年和1988年夏季奥林匹克运动会田径比赛，获得一枚金牌、一枚银牌和一枚铜牌。